# José María Bueno Monreal
José María Bueno y Monreal (Zaragoza, 11 de septiembre de 1904-Pamplona, 20 de agosto de 1987) fue un canonista, arzobispo y cardenal español. Ocupó los cargos de obispo de Jaca (1945-1950), obispo de Vitoria (1950-1954), arzobispo coadjutor de Sevilla (1954-1957) y arzobispo de Sevilla (1957-1982).

## Biografía

### Primeros años y formación
Nació en Zaragoza en 1904. Cursó sus estudios eclesiásticos en el seminario de Madrid, continuándolos en la Pontificia Universidad Gregoriana de Roma, donde obtuvo los doctorados en Sagrada Teología y en Derecho canónico, y en la Pontificia Academia de Santo Tomás de Aquino, donde obtuvo el doctorado en Filosofía. Durante su estancia en Roma residió como colegial en el Pontificio Colegio Español. Fue ordenado sacerdote el 19 de marzo de 1927, en Roma por el cardenal Rafael Merry del Val. 
Una vez de regreso en España compaginó sus oficios docentes y pastorales con los estudios de derecho en la Universidad de Madrid y en la Universidad de Zaragoza, obteniendo la licenciatura en Derecho.  

### Vida sacerdotal y docente
Ejerció como profesor de Teología, Derecho Canónico y Teología Moral en el Seminario de Madrid (1927-1945); profesor de Derecho Público Eclesiástico en el Instituto Central de Cultura Superior Religiosa (1923-1945); profesor de ética periodista en la Escuela de Periodismo El Debate (1935); canónigo doctoral de la catedral de Madrid; fiscal general de la diócesis y del Tribunal Eclesiástico de Madrid (1935-1945). Amigo de Josemaria Escrivá desde 1928, Bueno Monreal fue profesor de Teología Moral de Álvaro del Portillo, José María Hernández Garnica y José Luis Múzquiz —los tres primeros miembros del Opus Dei— que se ordenaron el 24 de junio de 1944.

### Obispo y arzobispo
El 1 de diciembre de 1945 fue designado obispo de Jaca por el papa Pío XII. Bueno Monreal recibió su consagración episcopal el 19 de marzo de 1946 del obispo de Madrid Leopoldo Eijo y Garay, del entonces obispo auxiliar de Madrid Casimiro Morcillo González y del obispo de Sigüenza, Luis Alonso Muñoyerro, en la catedral de Madrid. El 13 de mayo de 1950 fue nombrado obispo de Vitoria, el 27 de octubre de 1954, obispo coadjutor de la archidiócesis de Sevilla y el 7 de abril de 1957 arzobispo de Sevilla. En esta ciudad el obispo titular, el cardenal Pedro Segura mantenía una situación de continua tensión con el jefe del Estado, general Franco, por lo que el Vaticano, ante las presiones de Franco, decidió rebajar los poderes al cardenal Segura y nombrar como obispo coadjutor de la ciudad a Bueno Monreal, por lo que de facto, hasta el fallecimiento de Segura en 1957, coexistieron dos obispos en la ciudad.

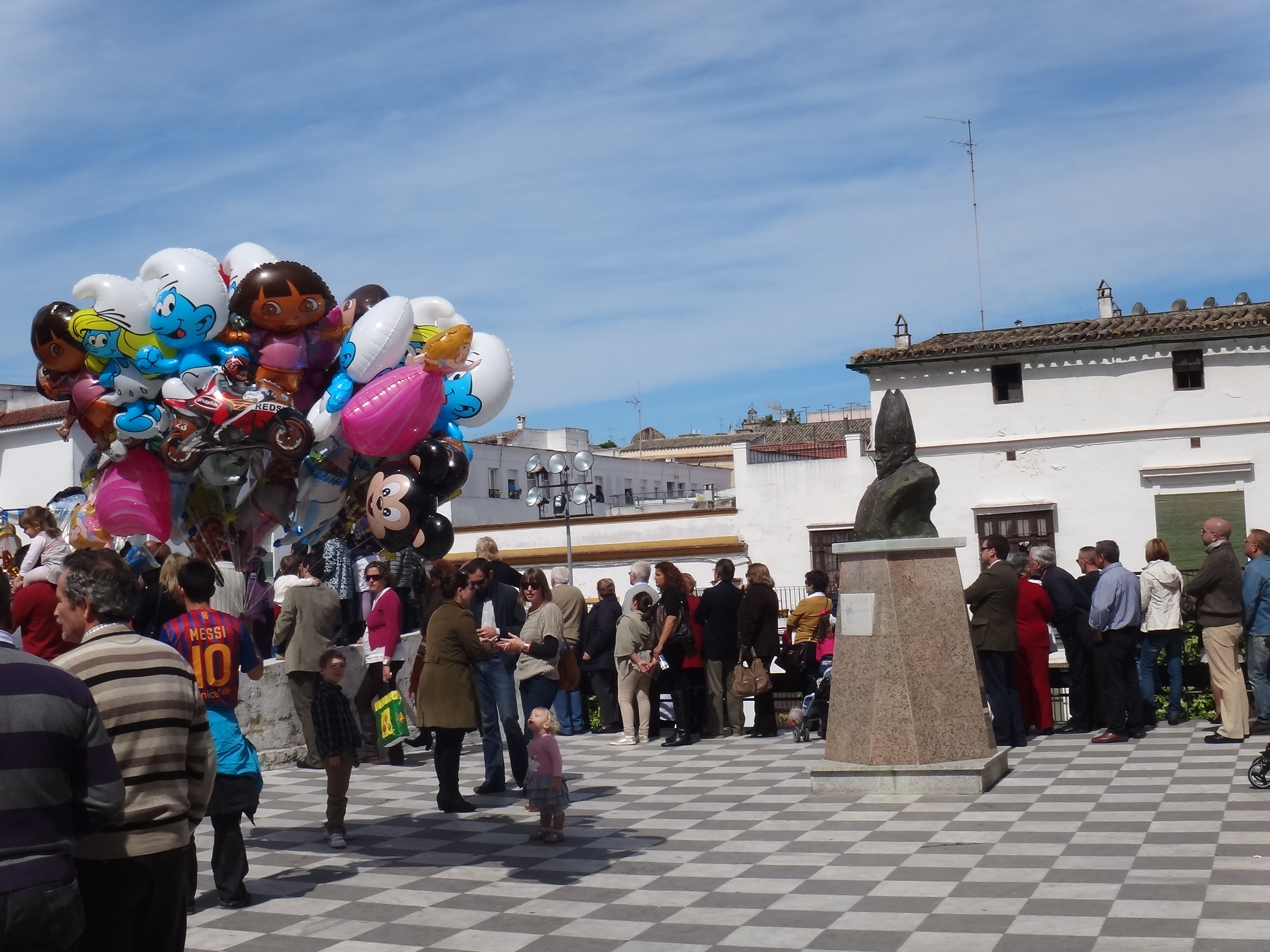
Monumento al cardenal Bueno Monreal en Jerez de la Frontera

### Cardenal
El 8 de abril, tras la muerte del cardenal Segura, fue nombrado arzobispo de Sevilla y nombrado cardenal en el consistorio de 15 de diciembre de 1958, por el papa Juan XXIII. Es cardenal de la Iglesia católica desde el 23 de noviembre de 1958, y fue prelado de honor de la Orden de San Lázaro de Jerusalén con el grado de "gran collar".
Viajó por América Latina en 1949; asistiendo a los Congresos Eucarísticos Nacionales de Perú (Cuzco) y Ecuador (Quito), en representación del Episcopado Español. Pronunció conferencias en: Argentina, Chile, Bolivia y Panamá. Fue el precursor del Seminario Menor de Pilas, inaugurado y bendecido el 3 de mayo de 1961.
Bueno Monreal acudió al Concilio Vaticano II (1962-1965), donde fue uno de los dos vicepresidentes de la Comisión de Obispos y del Gobierno de las Diócesis; y posteriormente participó en los cónclaves de elección de los papas Pablo VI (junio de 1963), Juan Pablo I (agosto de 1978) y Juan Pablo II (octubre de 1978). 
Vicepresidente de la Conferencia Episcopal Española (desde marzo de 1972). Con el firme deseo de llevar el espíritu del Concilio Vaticano II a las cofradías de Sevilla contribuyó decisivamente a la fundación de la Hermandad del Santísimo Cristo de la Sed en 1969. Renunció al arzobispado de Sevilla el 22 de mayo de 1982 tras sufrir un infarto. Falleció en Pamplona en 1987. Sus funerales se celebraron el 24 de agosto en la catedral de Sevilla, donde fue enterrado.

## Pensamiento canónico-eclesiástico
El pensamiento canónico-eclesiástico de Bueno Monreal estaba en consonancia con la línea tradicional que caracterizaba la eclesiología española hasta la promulgación del Concilio Vaticano II. Su eclesiología se centraba en las dimensiones jurídicas de la Iglesia, y con frecuencia, reducía las relaciones Iglesia-mundo a las relaciones Iglesia-Estado. Con todo, fue el prelado de mayor jerarquía entre los que regresaron a sus diócesis, animosamente comprometido con el acontecimiento conciliar.

## Obras

### Libros:
- Las relaciones entre la Iglesia y el Estado en los modernos Concordatos (Madrid, 1931).
- Principios Fundamentales de Derecho Público de la Iglesia Católica (Madrid, 1945).

## Sucesión
| Predecesor: Juan Villar y Sanz         | Obispo de Jaca 1945 - 1950                                      | Sucesor: Angel Hidalgo Ibáñez         |
| Predecesor: Carmelo Ballester Nieto    | Obispo de Vitoria 1950 - 1954                                   | Sucesor: Francisco Peralta Ballabriga |
| Predecesor: ---                        | Arzobispo coadjutor de Sevilla 1954 - 1957                      | Sucesor: ---                          |
| Predecesor: Pedro Segura               | Arzobispo de Sevilla 1957 - 1982                                | Sucesor: Carlos Amigo Vallejo         |
| Predecesor: Vicente Enrique y Tarancón | Vicepresidente de la Conferencia Episcopal Española 1972 - 1978 | Sucesor: José María Cirarda Lachiondo |